# 基亚罗蒙特
基亚罗蒙特（義大利語：Chiaromonte），是意大利波坦察省的一个市镇。总面积70平方公里，人口2016人，人口密度28.8人/平方公里（2009年）。ISTAT代码为076028。